# Crepidium graciliscapum
Crepidium graciliscapum är en orkidéart som först beskrevs av Oakes Ames och Charles Schweinfurth, och fick sitt nu gällande namn av Dariusz Lucjan Szlachetko. Crepidium graciliscapum ingår i släktet Crepidium, och familjen orkidéer. Inga underarter finns listade i Catalogue of Life.